# Diecezja Guarulhos
Diecezja Guarulhos (łac. Dioecesis Guaruliensis) – diecezja Kościoła rzymskokatolickiego w Brazylii. Należy do metropolii São Paulo wchodzi w skład regionu kościelnego Sul 1. Została erygowana przez papieża Jana Pawła II bullą Plane intellegitur w dniu 30 stycznia 1981.